# Hiram Sibley
Pour les articles homonymes, voir Sibley.
Hiram Sibley (1807 – 1888) était un industriel, entrepreneur et philanthrope américain, qui a contribué à fonder un vaste réseau de sociétés de télégraphe électrique aux États-Unis, réuni au sein de la Western Union.

## Biographie
Né à North Adams, dans le Massachusetts en 1807, il devient shérif du Comté de Monroe, puis travaille très tôt avec le scientifique Samuel Morse qu'il rejoint en 1840, pour mettre en place un projet de liaison entre Washington et Baltimore. Il devient président de la Western Union, dont l'autre cofondateur, Jeptha Wade, veut créer la Pacific Telegraph Company, qui permettra de relier les deux océans. 
Dans ce but, à partir de 1854, Hiram Sibley recapitalise la Western Union et impulse un programme de construction et d'acquisition, en particulier dans le Midwest, en rachète les sociétés de télégraphe locales. Le 16 juin 1860, Hiram Sibley, toujours président de la Western Union obtint un vote du congrès pour l'établissement d'une ligne de télégraphe jusqu'en Californie, avec l'obligation de la déployer dans l'espace de deux ans, à partir du 31 juillet 1860.
Il fallut le 20 septembre 1860 que le secrétaire au Trésor américain signa le contrat pour la concession, car la Compagnie dont Hiram Sibley était président ne vota l'autorisation d'entrer en tractation avec l'État et les autres sociétés qu'après de vifs débats et avec seulement une voix de majorité.
En 1864, la Western Union rachète l’American Telegraph Company et l’U.S. Telegraph Company. Le groupe reprend en 1873 l’International Ocean Telegraph Company pour s’étendre à l’étranger, puis en 1872 un tiers de la nouvelle société de téléphone Gray and Barton, qu’elle renomme Western Electric.
Plus tard, il travaillera à un projet de liaison entre l'Alaska et la Russie à travers le Détroit de Béring, qui se heurta à des difficultés financières dès le stade du projet.
Supporter, avec sa femme, de l'homéopathie, il a aidé à la fondation due "Rochester Homeopathic Hospital" en 1889. Il a aussi fondé le "Sibley College of Mechanical Engineering and Mechanic Arts", à New York et fit un don à l'Université de 200 000 dollars (un million de francs).